# Carels
La Carels era un'impresa belga con sede a Gand che costruiva motori e locomotive a vapore e in seguito avviò la prima produzione di motori Diesel rappresentando di fatto un pioniere in questo settore.

## Settori di attività
Caldai e pompe a vapore trovarono vasto utilizzo sia in ambito agricolo che industriale, mentre dalla produzione di motori a vapore si passò ben presto alla costruzione di vere e proprie locomotive, che trovarono diffusione in tutta Europa. Esemplari di tale tipo prestarono servizio presso le tranvie Portonaccio-Ciampino-Marino, Roma-Tivoli e Verona-Caldiero-San Bonifacio.

## Storia

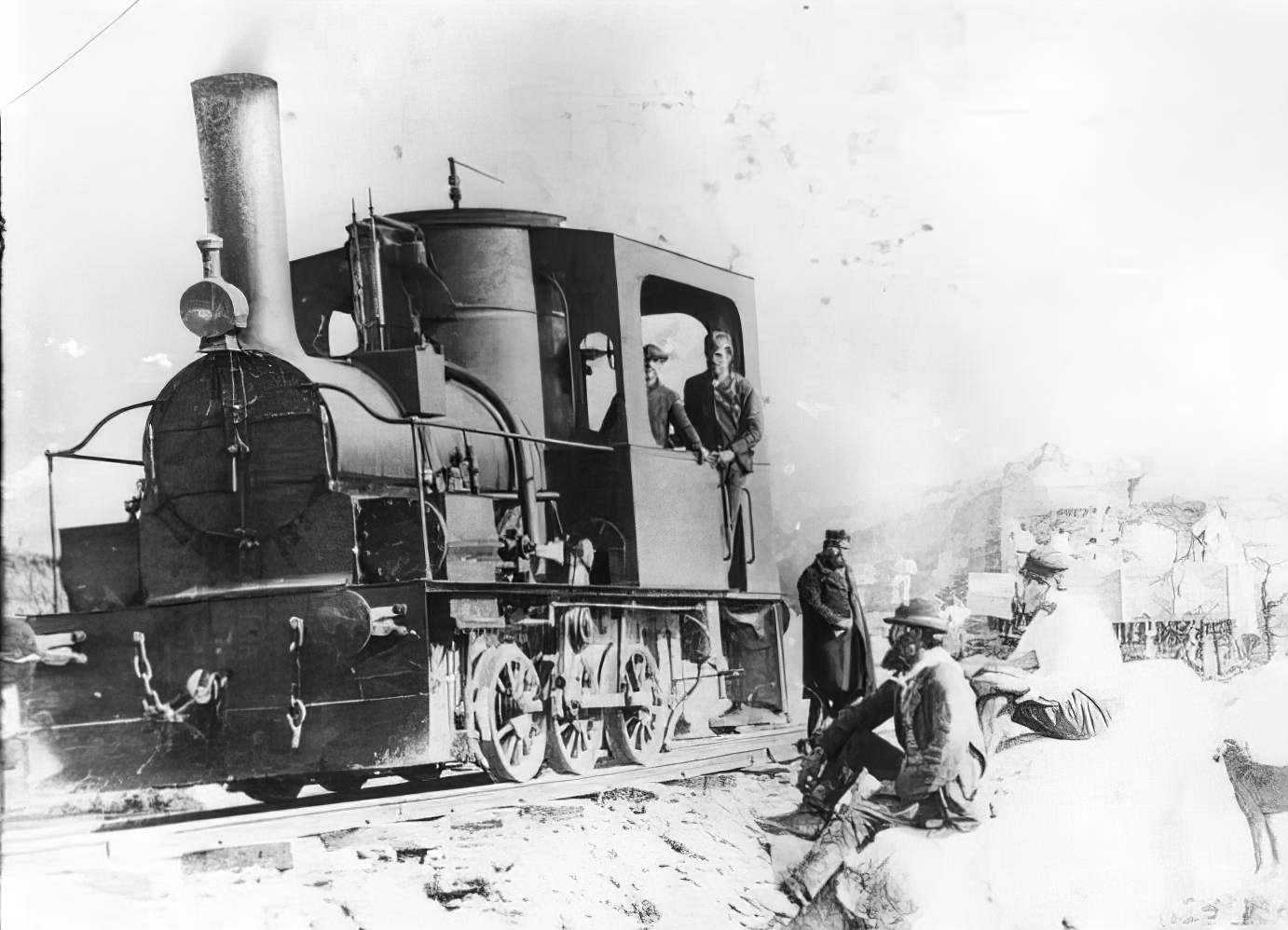
Locomotiva Carels sulla tranvia Marino-Ciampino-Portonaccio

Nel 1839 Charles Louis Carels fondò a Gand un'officina per la costruzione dei primi motori e pompe a vapore che cominciarono a diffondersi anche nei vicini Paesi Bassi stante la necessità di regolare l'equilibrio idrogeologico per l'uso agricolo di ampie porzioni di territorio.
Il primo motore a vapore "compound", a più stadi, del Belgio fu costruito da Carels nel 1880.
L'amiciazia del fratello George Carels con Rudolf Diesel consentì allo stesso Carels di acquisire nel 1894 la prima licenza al mondo per la costruzione di motori Diesel a sole poche settimane dal deposito del relativo brevetto.
Già nel 1905 la capacità produttiva della Carels consentì di realizzare un motore da 373 kW, allora il più potente del mondo.
Il 26 ottobre 1912 fu fondata la Anglo Belgian Corporation ad opera di nove industriali fra cui lo stesso Carels, che contribuì conferendo la licenza per fabbricare i motori Diesel, contro pagamento di una royalty del 5% sulla cifra d'affari totale..
L'attività originaria proseguì fino al 1921, anno in cui la Carels venne fusa con la Société d'Electricité et de Mécanique (SEM) dando vita a una realtà con 1785 dipendenti.
In seguito tale società fu rinominata ACEC, fondendosi a sua volta nel 1934 con la Anciens Ateliers Van De Kerckhove la cui divisione ACEC Gend fu chiusa nel 1986 e l'intera società nel 2005.

## Dati societari
La Carels diede vita alla prima scuola professionale del Belgio, situata a Gand accanto alle proprie officine e di cui prendeva il nome. Successivamente passata al Comune di Gand venne poi fusa con la GITO Gand pur mantenendo in essere un fondo i cui interessi sono utilizzati per il finanziamento della scuola. Fra i più noti allievi di tale scuola si annovera Maurice Dierickx, nato a Gand il 5 aprile 1903 e divenuto in seguito direttore commerciale della stessa Carels.